# Neoplan N4020
Neoplan N4020 är en boggibuss med lågt golv, tillverkad av Neoplan 1994–1999.
Den delar mycket teknik med den kortare Neoplan N4016 men har en extra bakaxel, är cirka 2,7 meter längre och fanns endast med dieseldrift. Motorn monterades antingen stående eller liggande längst bak, bakom bakersta axeln, på längden och till vänster i färdriktningen för att ge plats åt den bakersta in-/utgången.
Motorutbudet bestod av 6-cylindriga förbränningsmotorer från MAN eller DAF. Växellådorna är helautomatiska och av typ Voith eller ZF. Precis som hos många andra bussar i Neoplan N40xx-serien har Neoplan N4020 med liggande motorer ett trappsteg vid den bakersta in-/utgången och ett golv som sluttar något uppåt strax framför drivaxeln medan de med stående motorer har ett genomgående lågt och plant golv i mittgången och vid samtliga in-/utgångar, men då med nackdelen att det blir några färre sittplatser baktill. Samtliga modeller saknar trappsteg i mittgången.
Drivning sker på den främre bakaxeln, den bakersta axeln är, liksom framaxeln, frirullande och styrande. Den bakersta axeln styr svagt åt motsatt håll som framaxeln. 
Bussen, som endast såldes i vänsterstyrt utförande för högertrafikländer i Europa, var främst populär i Östeuropa, däribland i Polen och tillverkades även av Polska Neoplan (nuvarande Solaris) under åren 1996–1999. Neoplan N4020 såldes aldrig i Sverige.
Den fanns i dörrkonfiguration 2-2-0 och 2-2-2, alltså alltid dubbla dörrar längst fram och i mitten och ibland även längst bak. Den vanligaste dörrkonfigurationen var 2-2-2 med inåtgående dörrar.

## Galleri

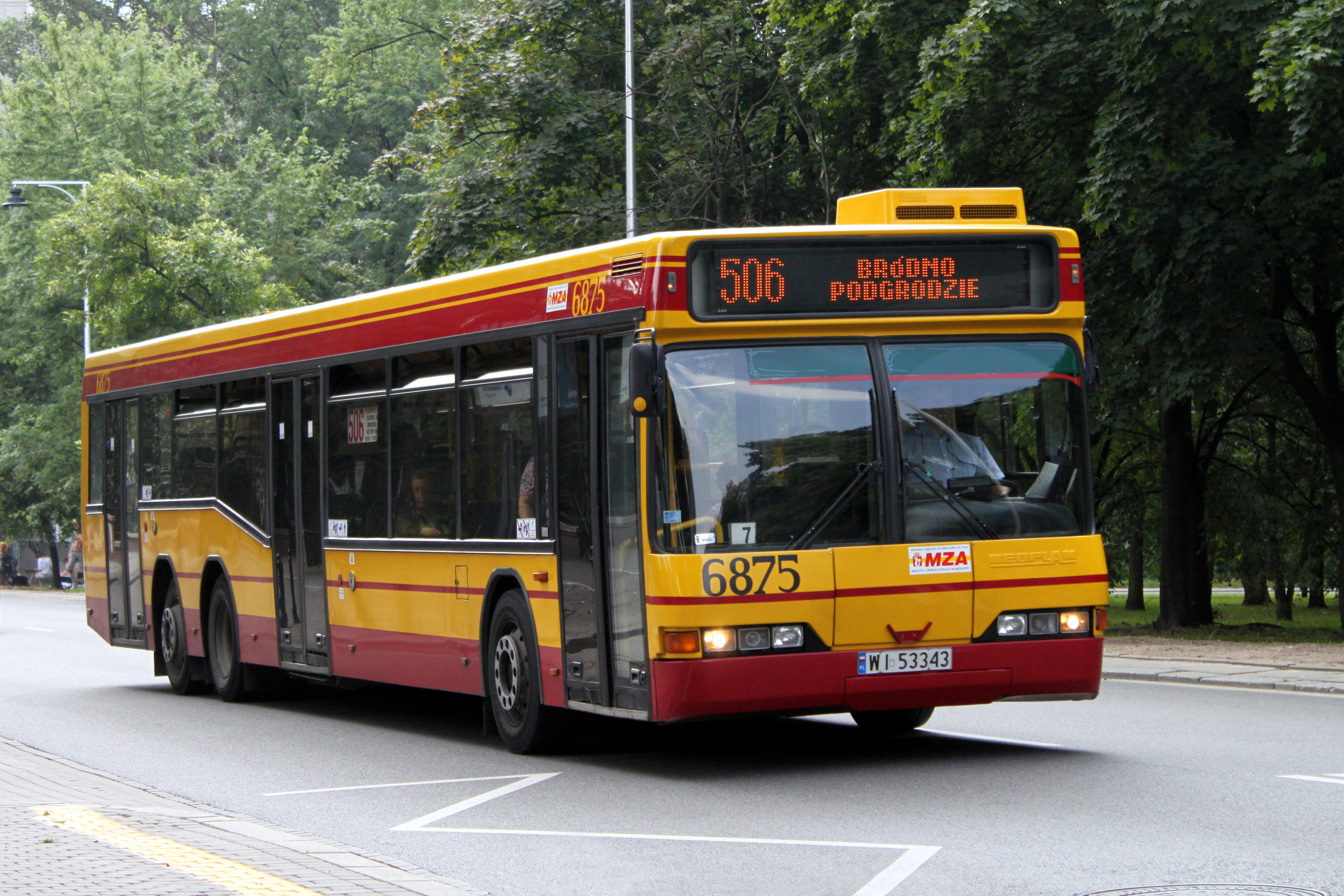
Neoplan N4020 i Polen.
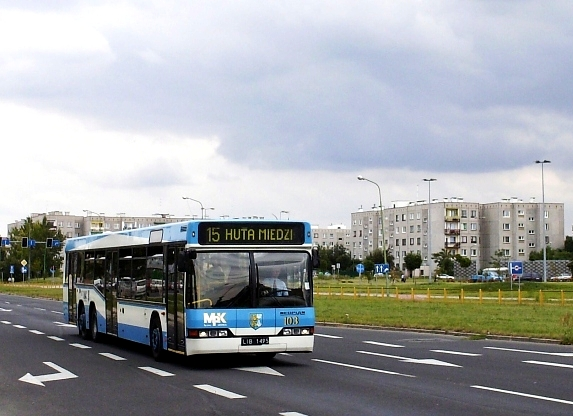
Neoplan N4020 i Polen.
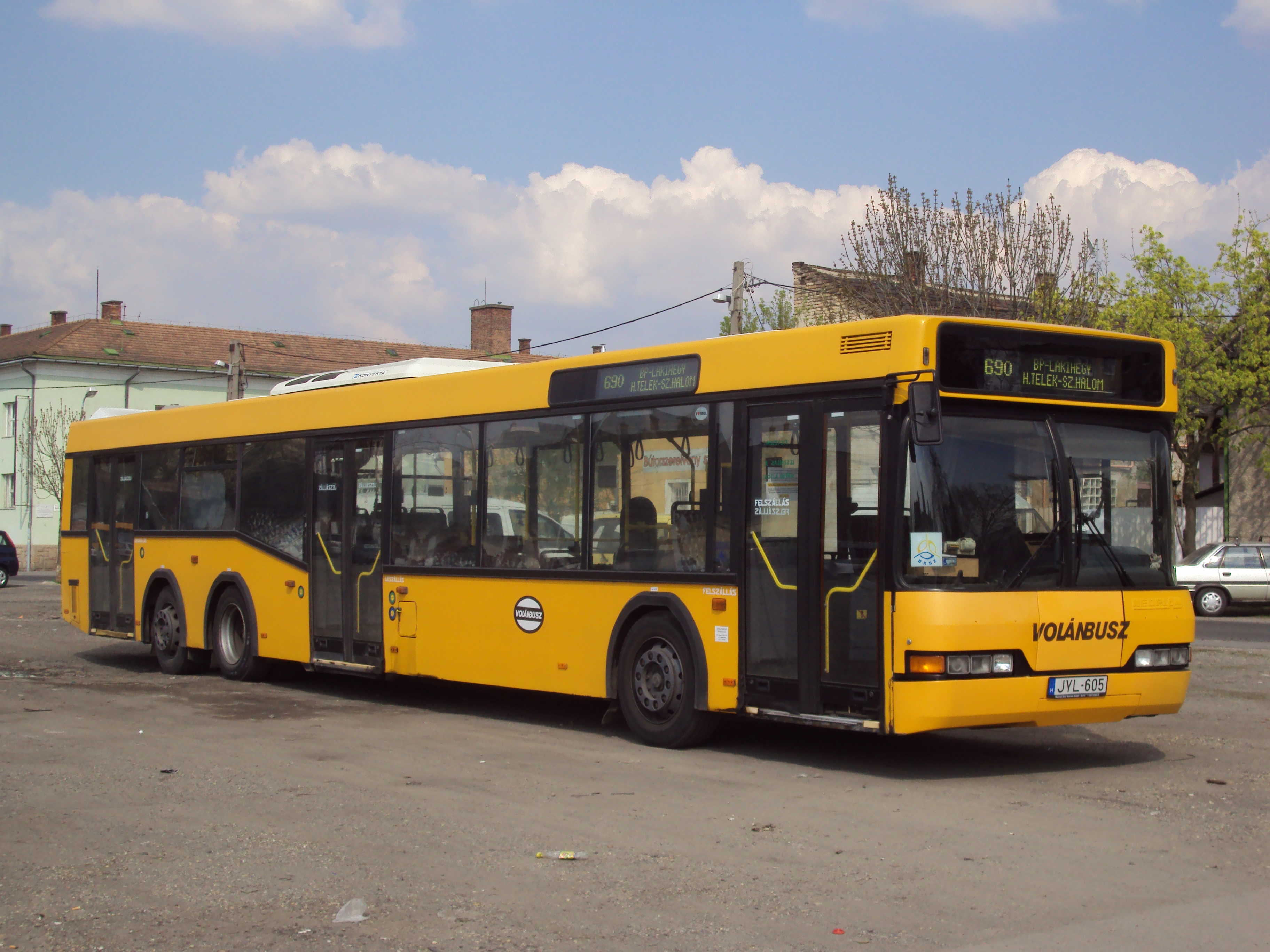
Neoplan N4020 i Ungern.
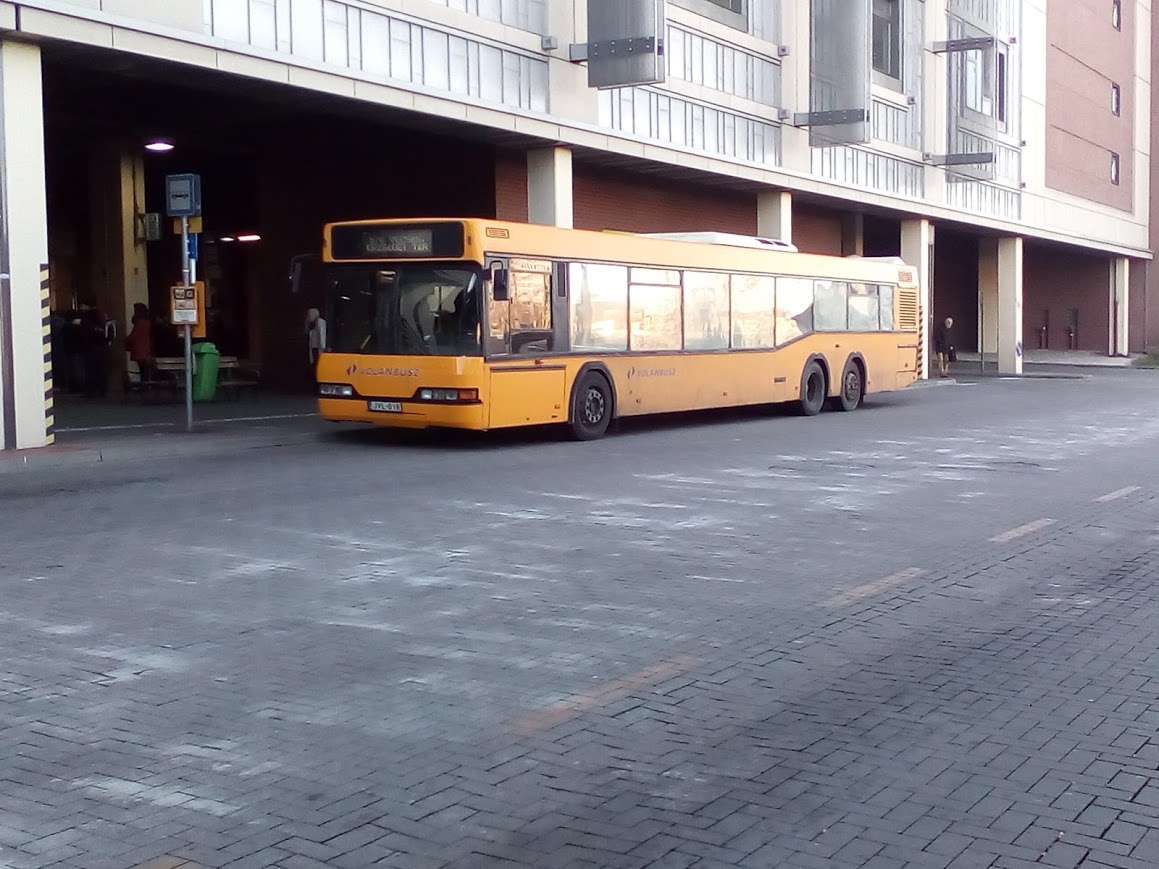
Neoplan N4020 i Ungern.

## Bussar iNeoplan N40-serien
- Neoplan N4007
- Neoplan N4009
- Neoplan N4010
- Neoplan N4011
- Neoplan N4013
- Neoplan N4014
- Neoplan N4015
- Neoplan N4016
- Neoplan N4018
- Neoplan N4020
- Neoplan N4021
- Neoplan N4026